# Tržič Bistrica
Tržič Bistrica (inaczej Tržiška Bistrica) – rzeka w północno-zachodniej części Słowenii. Ma długość 27 km, powierzchnie zlewni 146 km² i średni przepływ wynoszący 4,8 m³/s.

## Przebieg i opis
Tržiška Bistrica bierze swój początek z kilku małych źródeł na południowo-zachodnim zboczu głównego grzbietu Karawanek i stromo płynie przez las, mijając opuszczony masyw Brsniny, a dalej wąwozem do wyraźnego ujścia Medvodji, gdzie z lewej strony łączy się z nią Stegovnik spod szczytu Stegovnik o tej samej nazwie, a z prawej z dłuższym Košutnikiem spod wschodniej części grzbietu Košuta. Do tego miejsca strumień ma duże nachylenie, gdyż opadł już o ponad 750 m, ale od tego miejsca jego nachylenie znacznie się zmniejsza i płynie nieco szerszą doliną, cały czas na południowy zachód przez rozebraną osadę Jelendol, prawie cały czas na dolomitach triasowych i własnych żwirowych osadach. Ze stromych, zalesionych zboczy po lewej i prawej stronie doliny spływają liczne krótkie i strome wąwozy, które utworzyły mniejsze kopce u ujścia do doliny głównej, a z prawej strony dwa większe dopływy: Zali Potok i Dolžanka.
Poniżej ujścia prawego dopływu Kališnik w osadzie Dolina Tržiška Bistrica rzeka skręca na południe, a charakter doliny ulega całkowitej zmianie. Nachylenie rzeki znacznie wzrasta, dolina staje się coraz bardziej stroma w dół, a nieco niżej wcina się w malowniczy Wąwóz Dovžan. Na tym odcinku rzeka przecina pas skał środkowego i górnego permu o szerokości ponad kilometra (piaskowiec kwarcowy, zlepieniec kwarcowy, brekcja Tržiška, wapień), ma bardzo strome zbocze i, szczególnie podczas wysokich przepływów, rwie korytem niczym rwąca rzeka, w której piętrzą się duże głazy zlepieńca kwarcowego. Poniżej przełomu rzeka na krótko się uspokaja, po obu stronach otoczona wąską równiną aluwialną, aż do Čadovelja, gdzie z lewej strony wpływa do niej Lomščica z Doliny Łomskiej poniżej Storžiča. Zaraz potem rzeka wpływa w pas twardszych dolomitów triasowych, przez co dolina ponownie się zwęża, a jej nachylenie wzrasta. Kontynuuje swój bieg przez miejscowość Tržič, gdzie dolina ponownie się nieznacznie rozszerza, a do Tržiškiej Bistricy z prawej strony wpada potok Mošenik, który zbiera wodę po południowej stronie przełęczy Ljubelj.
Poniżej Tržiča rzeka wpływa na równinę Kotliny Lublańskie i płynie na południe. Po obu stronach koryta rzeki biegnie wąska równina aluwialna. Równina aluwialna wzdłuż rzeki jest prawie całkowicie niezamieszkana z powodu częstych powodzi, a wioski położone są na skraju głównego tarasu wysoko nad rzeką. W miejscowości Bistrica rzeka wpada do Sawy.